# منير حداد
منير حداد قاضي عراقي كان يشغل منصب نائب رئيس هيئة التمييز في المحكمة الجنائية العليا وأشرف شخصياً على إعدام صدام حسين. خريج كلية القانون جامعة بغداد. ولد منير في بغداد لأسرة من الكرد الفيلية عام 1964. وبعد تخرجه عمل محامياً في بغداد ثم غادر العراق بسبب معارضة اسرته لنظام صدام حسين وعاد في عام 2003 وعمل كقاضي في المحكمة الجنائية العليا.
وفي سنة 2011 تعرض منير إلى محاولة اغتيال في وسط العاصمة بغداد، واتهم حداد حينها نوري المالكي بأنه هو من دبرت لهذا الاغتيال بسبب خلافه معه ورفضه للخضوع لأوامره ولتدخلاته في القضاء.